# Christoph von Bärenstein
Christoph von Bärenstein, auch Bernstein, war ein deutscher Beamter. Er wurde 1581 zum Amtshauptmann des Amtes Schwarzenberg und Crottendorf ernannt. Diese Funktion übte er bis 1583 aus. Zuvor war er Amtshauptmann in Wolkenstein gewesen.